# Fritz Vahrenholt
Fritz Vahrenholt (8 de mayo de 1949, Gelsenkirchen-Buer) es un industrial de la energía, político, y químico alemán.

## Biografía
Vahrenholt sirvió como Umweltsenator (senador para el ambiente) en Hamburgo, de 1991 a 1997. En 1998 ingresó a la industria enerética, y hasta 2001 estuvo en el Directorio de la Deutsche Shell AG, una subsidiaria de Shell. En 2001, asume el puesto de CEO de la compañía de turbinas eólicas REpower Systems AG, permaneciedno allí hasta 2007. De febrero de 2008 es CEO de la Cía. de energía eléctrica RWE, subsidiaria de la RWE Innogy, puesto que mantiene hasta mediados de 2012. El Prof. Dr. Varenholt posee un doctorado en química por la Universidad de Münster. En 1999, fue hecho Profesor Honorario de química en la Universidad de Hamburgo.

## Escepticismo acerca del Calentamiento Global antropogénico
Vahrenholt es escéptico acerca del calentamiento global inducido por humanos. En 2012, Vahrenholt en conjunto con el geólogo Sebastian Lüning publicaron Die kalte Sonne: warum die Klimakatastrophe nicht stattfindet (El Sol Frío: ¿Por qué no sucede una Crisis del Clima?), un libro que asevera que los cambios climáticos son conducidos por variaciones en la actividad solar. Ellos están prediciendo que la Tierra está entrando en una fase de enfriamiento debido a los ciclos solares periódicos, llegando a una disminución de 0,2 - 0,3 °C hacia 2035. Varhenholt es también profesor invitado de la organización climática escéptica Europäisches Institut für Klima und Energie (EIKE).

## Otros honores
Miembro de
- supervisory board Aurubis AG , Hamburgo
- supervisory board Mateco AG, Stuttgart
- Gerente supervisory board Rheinkraftwerk Albbruck-Dogern AG, Laufenburg
- board del New York Green Exchange
- “Körber-Stiftung", Hamburgo
- e Senado "Frauenhofer-Gesellschaft zur Förderung der angewandten Forschung e.V."
- advisory committee "Wildtier Stiftung"
- supervisory board "Putz & Partner Unternehmensberatungs AG", Hamburgo

## Otras publicaciones
- Entwicklung eines SCF-Störungsverfahrens zur Behandlung von Geometrieänderungen in Molekülen. Dissertation. Universität Münster, 1974
- con Detlev Albers, Christoph Butterwegge. Perspektiven der Jungsozialisten nach dem 2. Münchener Bundeskongreß: Sonderdr. aus "Blatter fur dt. u. internat. Politik", v. 4. Editor Pahl-Rugenstein, 1974, 20 p.
- con Egmont R. Koch. Seveso ist überall. Die tödlichen Risiken der Chemie. Mit einem Vorwort von Erhard Eppler. Kiepenheuer & Witsch, Colonia 1978, ISBN 3-462-01290-8; Fischer-Taschenbuch-Verlag, Frankfurt 1980, ISBN 3-596-23804-8
- con Egmont R. Koch. Die Lage der Nation. Umwelt-Atlas der Bundesrepublik. Daten, Analysen, Konsequenzen. Gruner & Jahr, Hamburgo 1983, ISBN 3-570-03870-X
- con Rainer Grießhammer & Frank Claus. Formaldehyd. Eine Nation wird geleimt. Rowohlt, Reinbek 1984, ISBN 3-499-15543-5
- Konzepte und Methoden der Sonderabfallbeseitigung: Protokoll des Wiesbadener Sonderabfall. Seminarios del 23.6.1984. Editor Die Grünen im Hessischen Landtag, 1984, 35 p.
- (ed.) Tempo 100. Soforthilfe für den Wald? Rowohlt, Reinbek 1984, ISBN 3-499-33058-X
- Globale Marktpotentiale für erneuerbare Energien. Deutsche Shell AG, Hamburgo 1998
- Die Zeit des billigen Öls ist vorbei. Endliche Ressourcen erfordern neuen Energiemix. In: Internationale Politik. 56 (1), 2001, p. 11–16
- Erneuerbare Energien: Strategische Entwicklung eines neuen Kerngeschäfts. En: Klaus Fichter & Uwe Schneidewind (eds.) Umweltschutz im globalen Wettbewerb. Neue Spielregeln für das grenzenlose Unternehmen. Springer, Berlín [u.a.] 2000, ISBN 3-540-67468-3, p. 223–228
- Profite und Prinzipien. En: Thomas Bausch, Annette Kleinfeld & Horst Steinmann (eds.) Unternehmensethik in der Wirtschaftspraxis. Hampp, München/Mering 2000, ISBN 3-87988-458-7, p. 33ff.
- con Sebastian Lüning: Die kalte Sonne. Warum die Klimakatastrophe nicht stattfindet. Hoffmann und Campe, Hamburgo 2012, ISBN 3-455-50250-4, 416 p.